# Otto Buchholz
Otto Buchholz (rusko Отто Иванович Бухгольц), ruski general baltsko-nemškega rodu, * 1770, † 1831.
Bil je eden izmed pomembnejših generalov, ki so se borili med Napoleonovo invazijo na Rusijo; posledično je bil njegov portret dodan v Vojaško galerijo Zimskega dvorca.

## Življenje
10. novembra 1784 je vstopil v Našeburgski pehotni polk in leta 1788 je dosegel čin zastavnika. 24. junija istega leta je bil kot poročnik premeščen v 2. topniški polk. Sodeloval je v bojih s Turki (1787-91) in Poljaki (1792, 1794). Leta 1797 je bil premeščen v 10. artilerijski bataljon in 4. novembra 1799 je bil povišan v polkovnika. 
V letih 1804−08 je bil član pomorske ekspedicije v Sredozemlju, kjer so se borili s Francozi in Turki. 16. marca 1808 je bil povišan v generalmajorja in postal je poveljnik 13. artilerijske brigade. 31. marca istega leta pa je bil imenovan za poveljnika artilerije kijevskega garniziona ter za poveljnika skladišča nadomestnih delov v Polotskem. 
Do avgusta 1812 je poveljeval artileriji 7. pehotnega korpusa, nato pa je postal artilerijski poveljnik 1. zahodne armade. 
25. avgusta 1813 je postal poveljnik rezervne artilerije v Varšavi. Ob koncu vojne je bil poveljnik artilerije 6. pehotnega korpusa, nato pa je postal poveljnik artilerije 2. armade.
Zaradi bolezni je bil 28. decembra 1818 upokojen.